# Михай Шафран
Михай Шафран (на унгарски: Sáfrány Mihály) е музикален деец от епохата преди Освобождението (1878). По народност унгарец.

## Биография
Роден е около 1824 г. В България идва след потушаването на Унгарската революция от 1848 – 1849 и се установява в Шумен. Като любител музикант свири на цигулка и флейта и композира малки пиеси. През 1850 година съставя оркестър от 9 души чужди емигранти – цигулари и флейтисти. Същевременно учи малки българчета да свирят на флейта.
През 1851 година, със съдействието на заможния търговец Анастас Хаджистоянов, основава първия български оркестър от 12 души, съставен от учители, занаятчии и търговци, който изпълнява валсове, мазурки, маршове, полонези, кадрили, турски шаркии, някои оперни откъси и български народни песни и хора и за кратко време става твърде известен. Оркестърът посещава и съседни градове. Около 2 години след идването си в Шумен
е назначен за капелмайстор на турския военен оркестър в града, което обаче не възпрепятства работата му с българския оркестър.
През 1853 и от 1857 до 1859 е преместен на служба в Одрин. В началото на 1861 се премества там, където работи до края на живота си като учител в Католическата гимназия и ръководител на ученическия оркестър в Българската екзархийска мъжка гимназия. В своята „Кратка автобиография“ Сава Доброплодни си спомня, че Добри Войников, който свири на цигулка и флейта, е най-успешният сред младите ученици на Шафран. Затова, след заминаването на Шафран за Одрин, той оглавява оркестъра и става първият българин, диригент на първия български оркестър.
Михай Шафран е автор на оркестровите произведения „Българско хоро“, „Подпури“, „Шумла полка“.
Умира през ноември 1905 г. в Одрин.